# 도리스인의 침입

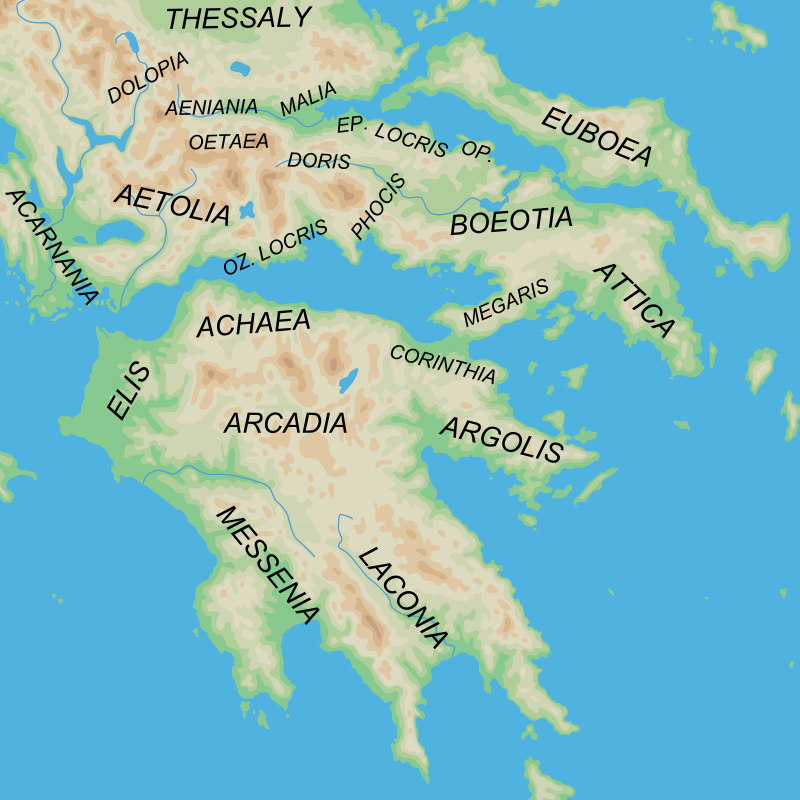
고대 그리스의 남부 지역

그리스 고전기 이전의 고대 그리스 남부(특히, 펠로폰네소스반도)에서 쓰이던 언어와 전통을 대체한 그리스 고전기의 언어와 전통은 서로 간에 현격한 차이가 있다. 고대 그리스의 저술가들은 후자의 그리스 고전기의 언어와 전통을 소유했던 역사적으로 실재했던 종족 또는 부족인 "도리스인(Dorians)"에서 이름을 따서 그 언어를 도리스어(Doric Greek, 또는 간단히 Doric 혹은 Dorian)이라 부르고 그 전통 또는 풍습을 도리스 양식(Doric style 또는 Doric order)이라 불렀다.
도리스인의 침입(Dorian invasion) 또는 도리스인의 이동(Dorian migration)이라는 개념은 이러한 현격한 문화 대체가 발생하게 된 이유를 합당하게 설명하기 위해 고대 그리스를 연구하는 역사가들이 제안한 가설 또는 이론이다.
그리스 전설에서는 "헤라클레스 일족의 귀환"이라 불리는 사건으로 말미암아 도리스인이 펠로폰네소스반도를 소유하게 되었다고 주장한다. 이 전설에서 고전 학자들은 자신들이 "도리스인의 침입"이라 명명한 실제 사건이 있었다고 가정한다. 역사학자, 언어학자, 고고학자들이 각각 자신의 분야에서 드러나는 선사 시대 그리스의 문화적 불연속성을 설명하고자 하면서 이 개념이 수차례 바뀌었다. 도리스 문화가 크레타과 같은 지중해 여러 섬에 도착했다는 양상도 제대로 밝혀지지 않았다. 도리스인들은 라토 등 크레테의 여러 곳에 식민지를 세웠다.
200년 가까이 연구가 이어졌지만, '도리스인의 침입'이 실제로 일어난 역사인지는 증명되지 않았다. '도리스인의 침입'이라는 의미는 확실히 규명되지 않았다. 이에 관한 연구는 주로 온갖 억측을 논파하는 식이었다. 도리스인이 그리스를 침공했다는 가설이 실제로 일어났을 가능성은 아직 열려있다.

## 헤라클레스 일족의 귀환
고대 전설에서 헤라클레스의 후손들은 헤라클레스의 죽음 이후 망명했다고 한다. 몇 대 후, 그들의 조상 헤라클레스가 가지고 있던 펠로폰네소스반도의 소유권을 주장하기 위해 다시 돌아왔다. 이 전설이 언급하는 신화적인 그리스 세계는 오늘날 미케네 그리스라 생각된다. '헤라클레스 일족의 귀환'이라는 주제는 믿을 수 없는 이야기다. 헤라클레스의 진짜 후손은 고대 작가마다 이야기가 다르다. 중요한 점은 고대의 지배적인 종족이 자신의 기원을 추적했고 그러한 결과 최종적으로 헤라클레스에 도달했다.
'귀환'이라는 번역은 영어 번역일 뿐이다. 그리스 단어 'katienai'와 'katerchesthai'는 글자 그대로 'descent'(내습), 'come down'(급습), 'go down'(함락) 또는 잘 안 쓰이는 단어지만 'are brought down'(전복)이라는 의미다. 이는 고지에서 저지로 또는 지표에서 무덤으로 내습하다, 홍수처럼 밀려내려오다, 바람 또는 배처럼 미끄러져 오다, 망명지에서 귀환하다(대개의 경우 배를 타고)는 뜻이다. 이 단어는 그저 집으로 돌아오다란 뜻으로는 절대 쓰지 않는다. 그리스어에는 그런 뜻을 나타낼 때 따로 nostoi란 단어를 쓴다(예를 들면 노스텔지아라든가, 고대 그리스 서사시인 '트로이로의 귀환'이라든가). 헤라클레스 일족은 향수병 때문에 그들의 예전 고향으로 돌아간 것이 아니다. 그들은 전쟁을 통해 펠로폰네소스반도로 물밀 듯이 쳐내려갔고 그렇기에 ‘침략’이라는 번역을 도입하는 것이다.
그러나 헤라클레스 일족과 도리스인은 다르다. George Grote는 이들의 관계를 다음과 같이 정리했다.
헤라클레스는 도리스인의 아에기미우스왕이 라피테스인의 왕과 경쟁할 때 헤아릴 수 없는 도움을 주었다... 헤라클레스는 아에기미우스가 자신에게 그의 왕국의 3분의 1을 할당해주고 자신의 장남 힐루스를 입양한다는 대가로 라피테스인들을 패배시켰고 그들의 왕 코로누스를 비틀어 죽였다.
페르세우스 일족인 힐루스(헤라클레스는 페르세우스의 자손이기에)는 또다른 페르세우스 일족이자 헤라클레스의 운명적 라이벌, 에우리스테우스에 의해 아버지의 죽음 후 미케네 땅으로 추방되었다.
헤라클레스의 죽음 후.... 그의 아들 힐로스와 다른 아들들은 에우리스테우스에게 추방되고 학대받았다.... 에우리스테우스는 아티카를 침공했지만 실패하여 죽고.... 에우리스테우스의 모든 아들들도... 그와 함께 죽었다. 그리하여 헤라클레스 일족은 페르세우스 일족의 유일한 대표가 되었다....
이제 펠롭스 일족이 권력을 얻었다. 헤라클레스 일족은 추방당한 권좌에 복귀하길 열망했으나 코린트 지협에서 이오니아인에게 패배했다. 힐루스는 3대간의 평화와 즉각적인 귀환(헤라클레스 일족의 펠로폰네소스반도 귀환)을 두고 아르카디아의 에케무스와 일대일 대결을 벌였으나 패사했다.
이제 헤라클레스 일족은 헤라클레스의 유산을 주장하려면 신중히 행동해야 함을 깨달았다. "그리고 이 순간 이후 헤라클레스의 자손들과 도라이인은 긴밀히 연합하여 하나의 사회를 이루었다." 3대 후 헤라클레스 일족과 도리스인은 펠로폰네소스반도를 차지하려 합작했으니 Grote는 이후의 일련의 사건들을 "victorious invasion"이라 칭한다.

## 같이 보기
- 비교 재구
- 그리스 암흑기
- 역사언어학